# Utina

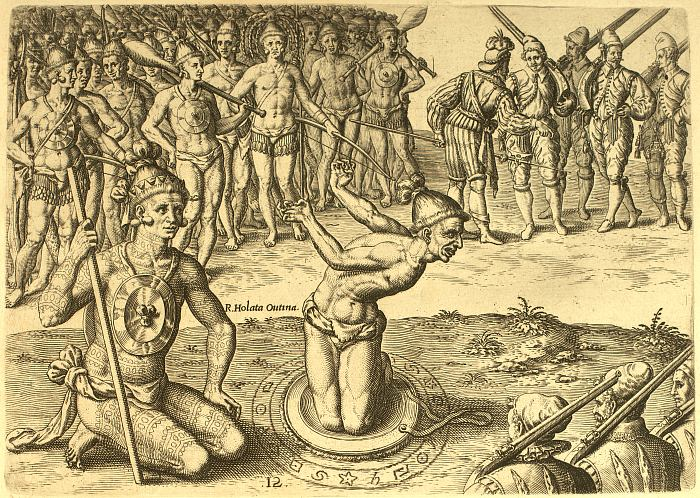
Un gravat de Theodor de Bry, suposadament basat en dibuixos de Jacques LeMoyne, representant al cap Utina consultant el seu "bruixot" abans de la batalla

Els utina, agua dulce o agua fresca eren un grup timucua del nord-est de Florida. Vivien a la conca del riu St. Johns al nord de Lake George, i parlava un dialecte de la llengua timucua també conegut com a Agua Dulce.
En la dècada de 1560 es van organitzar els pobles Agua Dulce en un cacicat conegut com a Utina, una de les forces més poderoses i prominents de la regió en els primers dies de la colonització europea a la Florida. Tenien relacions amb la colònia francesa de Fort Caroline, i més tard es va aliar amb els espanyols de San Agustín, que van establir diverses missions al seu territori. No obstant això, el cacicat va disminuir significativament en les últimes dècades del segle xvi, i la seva confederació fragmentada en almenys tres cacicats.
El cos principal de la tribu es va retirar cap al sud pel riu St. Johns, i eren coneguts com els Agua Dulce pels espanyols. Un grup d'Agua Dulce cristianitzats emigraren cap a l'est a San Agustín, i foren coneguts com a Tocoy. Els Acuera, que parlaven un dialecte diferent, però sembla que havien estat part de la confederació Utina en els dies de la colonització francesa, també es van separar i van establir el seu propi cacicat.

## Nom
Agua Dulce o Agua Fresca rtsd ser un terme espanyol pels timucua que vivien al llarg del baix riu St Johns, en oposició als Mocama o "aigua salada" que vivien al llarg de la costa. El cacicat Utina de finals del segle xvi es diu així pel seu cap suprem en el moment del contacte amb els europeus, Olata Ouae Utina; també es pot escriure "Outina". El nom "Utina" no sembla una designació específica a aquest grup; Uti-na significa "la meva terra" en llengua timucua. Els Saturiwa, un altre cacicat timucua que era enemic d'Utina, els anomenava "Thimogona" o "Tymangoua", que és, possiblement, l'origen del nom "Timucua". Els francesos van seguir els saturiwa en aquest ús, però després, els espanyols van utilitzar la paraula "timucua" per a una àrea molt més àmplia del nord de la Florida, que s'incorporen al seu sistema de missió com a província Timucua.
En el segle xvii els espanyols va arribar a conèixer la tribu principal a la Província Timucua, que vivia al nord de l'antic cacicat Utina, com a Timucua. En aquest temps, els descendents del poble del cap Utina eren coneguts en canvi, com els Agua Dulce. Al segle xx, després que el nom "Timucua" havia arribat a ser aplicat a tots els parlants de la llengua timucua, els estudiosos van començar a utilitzar "Utina" com un terme genèric per al grup que els espanyols havien conegut com a timucua. No obstant això, aquest ús ha causat confusió entre el cacicat Utina del segle xvi i els "Timucua" pròpiament dits, que mai han estat coneguts com a Utina pels seus contemporanis. Estudiosos com Jerald T. Milanich i Ken Johnson han suggerit classificar els dos grups com l'est de Utina i Utina septentrional, respectivament.

## Àrea
Els Agua Dulce vivien al llarg del riu St Johns, des del nord de l'actual Palatka a Lake George. Van ocupar una àrea a l'oest del que avui són els comtats de Clay i Putnam, i sobre llacunes d'aigua dolça i ancorades al llarg de la costa de l'Atlàntic. Els francesos registraren que en la dècada de 1560 el cap Utina tenia més de quaranta caps de llogaret com a vassalls. El seu llogaret principal es trobava a prop de disset milles a l'oest del St. Johns, potser prop de Lake George (diferent de Lake George) al nord-oest del comtat de Putnam. El  topònim Etoniah, derivat d'Utina, encara sobreviu a través d'aquesta àrea, per exemple, a Etoniah Creek. No obstant això, ja que aquesta zona és ben al nord de la distribució dels jaciments arqueològics prehistòrics tardans, que es concentren entre Palatka i Lake George, és possible que els Utina haguessin guanyat el control d'aquest tram nord feia relativament poc temps. Altres pobles subjectes a vap Utina eren Coya i Molona al St Johns; més riu amunt cap al sud hi havia els pobles de patica, chilili, i enacape. Fonts franceses registren que els acuera, una altra tribu yimucua que parlava un dialecte diferent i vivia més cap al sud, al llarg del riu Oklawaha, també s'havien aliat aleshores amb el cap Utina, igual que els grups al costat est del St Johns.
A l'oest dels utina, en l'àrea al voltant de l'actual Gainesville, hi havia els potano, un altre grup timucua que eren enemics de la utina. Sota el St. Johns, al nord, en una zona que s'estén aproximadament des del que avui és el centre de Jacksonville a la desembocadura del riu, hi havia una altra tribu enemiga, els saturiwa. El tram del riu entre al voltant de Palatka i Jacksonville va ser relativament menys poblat, i va poder haver servit com a límit entre els utina i els saturiwa. Fins al riu al sud de Lake George hi havia els mayaca, que eren culturalment semblant als Utina però no parlaven la llengua timucua i eren més estretament alineats amb la tribu ais de la costa de l'Atlàntic.

## Primera història i contacte europeu

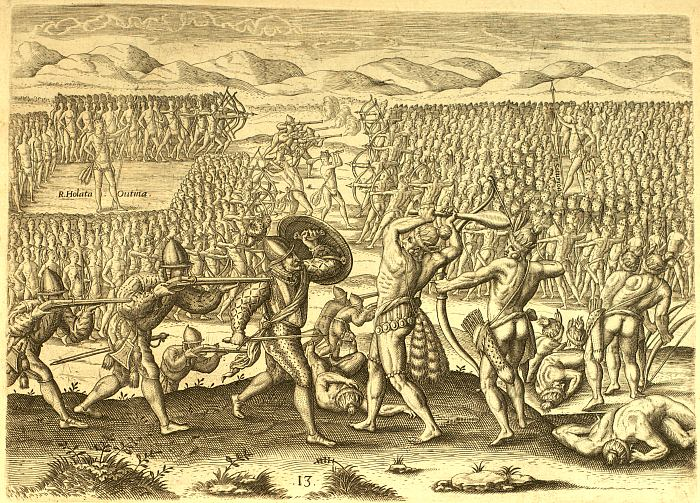
El cap Utina derrota els Potano amb l'ajuda dels francesos. Aquesta imatge suposadament basat en una aiguafort original de Jacques Le Moyne és poc probable que representi la guerra dels nadius americans amb precisió

La zona havia estat habitada des de fa milers d'anys. Una cultura arqueològica coneguda com la cultura St. Johns va sorgir al voltant de l'any 500 abans de Crist, i encara existia en el moment del contacte amb els europeus. En algun moment després del segle viii, els models de la cultura del Mississipi, comuns a tot el que és ara l'est dels Estats Units, van començar a proliferar a la Florida, i cacicats a l'estil del Mississipi. Els arqueòlegs han descobert dos grups de llocs relacionats amb el St Johns al llarg del riu que data de finals del període prehistòric. Aquests probablement representen dos cacicats, i es corresponen estretament amb els cacicats Utina i Saturiwa descrits pels europeus, el que suggereix la continuïtat entre els llocs anteriors i els cacicats del segle xvi Els Agua Dulce construïren monticles funeraris i deixaren grans abocadors de cloïsses, "un dels majors tals abocadors als Estats Units". Van conrear però no eren tan dependents de l'agricultura igual que les tribus del nord; els que vivien a les llacunes al llarg de la costa podrien no haver practicat l'agricultura en absolut.
Els Acuera, un dels pobles assenyalats pels francesos com a part de l'aliança del cap Utina, es va trobar amb l'expedició d'Hernando de Soto en 1539. De Soto va robar el blat de moro dels Acuera mentre acampava a la propera ciutat d'Ocale. Tanmateix, no es va produir un ampli contacte amb els europeus fins a 1564, quan els hugonots francesos de la recentment establerta Fort Caroline en l'actual Jacksonville van visitar per primera vegada la zona. Els francesos assenyalaren que en aquest moment tots els pobles al llarg del centre de St Johns, així com alguns més a l'interior, com els Acuera, formaven part d'un cacicat governat per un jove líder anomenat Utina. Encara que tenia només 25 anys, Utina tenia sobirania sobre uns altres quaranta caps i els seus llogarets, i va ser una de les figures més poderoses al nord de Florida. La naturalesa exacta del cacicat d'Utina no és clar. Podria haver estat el cap suprem d'un cacicat integrat, o que pot haver estat simplement el líder en una confederació de cacicats més petits. En qualsevol cas va ser tractat com una figura poderosa per francesos i espanyols.
En aquell temps els Utina semblen haver estat en guerra amb els altres dos cacicats poderosos: Saturiwa al nord i Potano a l'oest. Els francesos havien forjat un tractat d'amistat amb el cap Saturiwa, i en el seu territori hi aixecaren una fortalesa, però el governador René Goulaine de Laudonnière encara cercava el favor dels poderosos Utina. Va enviar una expedició que va fer contacte amb els Utina i els va ajudar en un assalt als Potano. Més tard es va negar a ajudar a Saturiwa en una ofensiva contra els Utina, tensant les relacions amb ell. No obstant això, quan els magatzems francesos s'estaven esgotant a la primavera de 1565, Utina explotà la seva situació per coaccionar Laudonnière en l'enviament de més ajuda militar. Quan es van adonar que Utina els estava manipulant, els desesperats francesos segrestaren el cap demanant subministraments com a rescat. Això va portar a la batalla entre els francesos i els Utina, que va tenir efectes greus per a ambdues parts. Els francesos van ser incapaços d'assegurar-se prou menjar, i finalment alliberaren Utina.
Més tard aquest any, els espanyols recentment establerts a San Agustín van assetjar Fort Caroline i van expulsar els francesos de la Florida. Els Utina s'aliaren ràpidament amb els espanyols. En 1567 els espanyol els van ajudar contra una coalició de Saturiwa, Potano, i Mayaca, unint-se a ells en l'expulsió dels Potano del seu llogaret principal. No obstant això, en els propers dos decennis, els espanyols van prestar poca atenció als Utina. Al mateix temps la confederació altres temps poderosa va declinar significativament; a finals de segle s'havia fragmentat en almenys tres cacicats independents.

## Fragmentació
En el moment que es van iniciar els esforços missioners franciscans a la zona en la dècada de 1590 s'havia produït una disminució significativa en la població i en el nombre de pobles de la zona d'Agua Dulce. D'altra banda, sembla que hi hagué almenys tres cacicats independents més petits que operen en el que havia estat territori Utina. Els detalls de la disminució no estan clars, però la guerra més devastadora i les malalties del Vell Món introduït pels europeus probablement hi van contribuir. La part central del cacicat va romandre habitada, però el descens de la població sembla haver afectat més al sud, amb el centre administratiu, canviarà al poble d'Antonico. Els espanyols es va referir als habitants com a Agua Dulce o Agua Fresca. Les viles del Nord que no havien estat abandonades estaven llavors sota l'autoritat dels caps cristians de Tocoy. El cacicat Tocoy va establir una nova ciutat a l'est, més a prop de San Agustín. A més els Acuera, que van ser nomenats com a part de la confederació del cap Utina en la dècada de 1560, s'havia convertit en un cacicat independent.

### Cacicat Agua Dulce
Els espanyols es va referir als habitants del centre del St Johns - l'antic centre del cacicat Utina - com Agua Dulce o Agua Fresca. El seu territori era conegut com la Província Agua Dulce. Pel 1595 el cap Utina semblava haver estat succeït o deposat pel cap cristià Antonico, que va governar des d'un poble també conegut com a Antonico al sud-est de l'antic llogaret principal. La seva ubicació exacta no està clara, però sens dubte hauria estat part de la confederació d'Utina si és que existia en aquell moment. La majoria dels pobles del nord, incloent la ciutat principal, estaven evidentment abandonats, i el nombre de llogarets al cacicat es van reduir a unes sis, situades entre la zona de Palatka i el llac George. En 1595 els espanyols fundaren una missió al poble d'Antonico; el 1616 s'hi havia fundat una altra, la Missió de San Antonio de Enacape, al poble d'Enacape (potser el jaciment de Mount Royal prop de Lake George).
En 1616 el centre administratiu d'Agua Dulce s'havia desplaçat de nou al sud, a San Antonio de Enacape. L'antropòleg John E. Worth suggereix que la raó d'això va ser la successió del cap Antonico, que pel que sembla havia mort en l'interí. Antonico és conegut per haver estat succeït pel seu nebot, Juan de Contreras; Worth argumenta que la mare de Juan (i germana d'Antonico) era el cap de "San Antonio" que va visitar San Agustín amb Antonico el 1598. Si això és correcte, i si la cap femenina de San Antonio pot ser identificada com a San Antonio de Enacape, Juan podria haver mogut el centre administratiu per les seves connexions filials a Enacape. El cacicat Agua Dulce va declinar encara més durant el segle xvii, i com ja no podia donar suport a una província de missió, va ser finalment integrada en la província Timucua. San Antonio de Enacape apareix en els registres de missions de 1655 i 1680, però en data posterior que era ocupat per refugiats Yamassee. Els restants Agua Dulce probablement s'havien barrejat amb altres tribus i havien perdut la seva identitat independent.

### Cacicat Tocoy
La vila de Tocoy al riu St Johns va esdevenir el centre d'un cascicat independent a la fi del segle xvi. Tocoy es troba a l'oest de San Agustín i a l'est de l'antic llogaret Utina. Va ser presumiblement part del cacicat de Utina en la dècada de 1560, encara que en els límits septentrionals. Poc després de la fundació de San Agustín, el cap de Tocoy, Pedro Márquez, es va traslladar a un nou poble a prop de la colònia espanyola, coneguda com a San Sebastián. En conseqüència Pedro i el seu successor són coneguts sovint com a Caps de Tocoy i San Sebastián. Pedro va ser un dels primers caps en sotmetre'd a l'autoritat espanyola, i es va convertir al cristianisme, fins i tot abans que comencessin els esforços missioners. El seu fill i successor Gaspar Márquez va observar més tard que el seu pare i la seva mare havien estat "alguns dels primers cristians batejats en aquestes províncies", i havien demanat missioners i construït esglésies a San Sebastián. El trasllat a San Sebastián i l'alineació amb els espanyols, evidentment, van elevar el perfil dels caps de Tocoy, que probablement havien estat marginal en el cacicat Utina, i facilità l'escissió.
Es van establir missions tant a Tocoy com a Sant Sebastià en 1587; aquestes, juntament amb les missions a Mocama al nord, es trobaven entre les primeres missions reeixides establertes a la Florida espanyola. Gaspar Márquez va succeir al seu pare al voltant de 1595, i va mantenir les bones relacions de Pedro amb els espanyols. Va continuar recolzant l'esforç de la missió, i va enviar una petició al rei d'Espanya en 1606, però la seva gent estava en un estat de decadència precipitada. La missió no s'esmenta en els registres després de 1608, i Tocoy va ser abandonada en 1616, deixant la zona pràcticament despoblada. L'àrea es va fusionar amb la província Agua Dulce, i els supervivents podrien haver estat recol·locats a la Missió Nombre de Dios al nord de San Agustín. El cacicat de curta vida va deixar la seva empremta en el paisatge, en el nom del riu San Sebastian, el petit riu que desemboca a l'Intracoastal Waterway on s'erigia l'antic poble de San Sebastián.

### Cacitat d'Acuera
Els Acuera, que vivien al llarg de riu Ocklawaha, semblen haver esdevingut independents a començaments del segle xvi, i van fundar almenys un cacicat. Les fonts franceses donen fe que eren part de la confederació d'Utina en la dècada de 1560, encara que Worth assenyala que el nivell de control que Utina exercia sobre ells és discutible.Francisco Pareja va assenyalar que els Acuera parlaven el seu propi dialecte de la llengua timucua (Acuera), diferent del dialecte Agua Dulce. Els Acuera no van experimentar el declivi demogràfic gairebé tan ràpid com els cacicats Agua Dulce o Tocoy, potser en part a causa de la seva ubicació remota a l'interior de la Florida i el seu contacte menys freqüent amb els europeus. Com a tal, Acuera representa un dels cacicats més simples i localitzats que van resultar sostenir-se millor que societats més integrades, com la caiguda confederació d'Utina.
Els registres espanyols de finals del segle xvi indiquen que la vila Acuera va ser governada per una cacica (cap femení). No obstant això, Acuera pot haver estat relativament poc integrat. Alguns pobles de la província Acuera van ser evangelitzats anys abans de la vila principal, i alguns caps de llogaret prestaren la seva obediència als espanyols abans que ho fes la cacica d'Acuera. Segons Worth, el dialecte tucururu, que Francisco Pareja havia assenyalat com a similar però diferent del d'Acuera, podria haver estat parlat a la província Acuera, potser al voltant del llogaret de Tucuru. Els pobles de la província podrin haver estat en gran manera independents i només dèbilment associats a la ciutat principal. Com a alternativa, els pobles evangelitzats, tots situats a la part oriental de la província, podrien haver representat un altre petit cacicat o cacicats situat entre Acuera i Agua Dulce.
Els espanyols van establir la Missió de San Blas de Avino a la vila d'Avino en 1612, però va ser abandonada poc després. Pel 1655 hi havia dues missions addicionals, Santa Lucia de Acuera a la vila principal i San Luis de Eloquale a Eloquale. Ambdues foren abandonades en 1680, i com Agua Dulce, la província Acuera fou integrada en la més gran província Timucua. Els possibles supervivents podrien haver-se traslladat més a prop de San Agustin, potser a la Puebla de Timucua, i van perdre la seva identitat independent.